# Diacyclops bicuspidatus
Diacyclops bicuspidatus är en kräftdjursart som först beskrevs av Claus 1857.  Diacyclops bicuspidatus ingår i släktet Diacyclops och familjen Cyclopidae. Arten är reproducerande i Sverige.

## Underarter
Arten delas in i följande underarter:
- D. b. bicuspidatus
- D. b. lubbocki